# Phyllonorycter zonochares
Phyllonorycter zonochares là một loài bướm đêm thuộc họ Gracillariidae. Loài này có ở Ấn Độ (Jammu và Kashmir).